# Grossvenediger
Le Grossvenediger (avec l'orthographe allemande : Großvenediger) est un sommet des Alpes, à 3 657 m d'altitude, dans le massif des Hohe Tauern, en Autriche. Il est le deuxième en altitude de ce massif après le Grossglockner (3 798 m).

## Toponymie
Le nom Grossvenediger signifie en français « Grand Vénitien ». Venediger pourrait provenir des Vénitiens (Walen), prospecteurs et mineurs étrangers travaillant secrètement dans les régions germaniques depuis le Moyen Âge, tel que mentionnés pour la première fois dans un protocole de l'an 1797.

## Géographie
Il est le point culminant du Venedigergruppe (« chaînon de Venise ») s'étendant du Tyrol (Tyrol oriental) sur la crête cristalline des Alpes centrales entre la vallée de la Salzach au nord et celle de la Drave au sud.